# Lyncestis metaleuca
Lyncestis metaleuca är en fjärilsart som beskrevs av George Francis Hampson. Lyncestis metaleuca ingår i släktet Lyncestis och familjen nattflyn. Inga underarter finns listade i Catalogue of Life.